# 村上勝重
村上 勝重（むらかみ かつしげ）は、戦国時代の武将。

## 生涯
信濃国の有力国人である村上義清の孫と称した。
父義勝は織田信長に仕えた。
天正元年（1573年）徳川氏の家臣である川井小兵衛と加藤辰之助が武田氏に内通した際、従弟の安松宗光の依頼で川井小兵衛を討ち取り、その功から小兵衛の旧領300石でもって徳川家康に召し抱えられた。天正3年（1575年）長篠の戦いでは一隊を指揮し、その後の小山城の戦いでは撤退戦で武功を上げる。その後は高天神城の戦いや小牧・長久手の戦いでも軍功を上げる。天正13年（1585年）上田合戦の際には使者として上田へ参陣した後、榊原康政の配下となる。天正18年（1590年）徳川氏の関東移封後は上野国平塚に1000石を与えられた。翌年死去。
長男の吉春は榊原氏の家臣となり、三男の吉勝が徳川直参となった。なお弟や次男もまた榊原氏の家臣となっている。